# ATP Birmingham 1980
L'ATP Birmingham 1980  è stato un torneo di tennis giocato sul sintetico indoor. È stata l'8ª edizione dell'ATP Birmingham, che fa parte del Volvo Grand Prix 1980. Si è giocato a Birmingham negli Stati Uniti, dal 14 al 20 gennaio 1980.

## Campioni

### Singolare
Jimmy Connors ha battuto in finale  Eliot Teltscher con il punteggio di 6–3, 6–2

### Doppio
Wojciech Fibak /  Tom Okker hanno battuto in finale  José Luis Clerc /  Ilie Năstase con il punteggio di 6–3, 6–3